# Gernika Club
Gernika Club is een Spaanse voetbalclub uit Gernika die uitkomt in de Segunda División RFEF. De club werd in 1922 opgericht.

## Bekende (ex-)spelers
- Gorka Iraizoz